# Pseudocoremia ochrea
Pseudocoremia ochrea là một loài bướm đêm trong họ Geometridae.